# Liste der Monuments historiques in Chanverrie
Die Liste der Monuments historiques in Chanverrie führt die Monuments historiques in der französischen Gemeinde Chanverrie auf.

## Liste der Bauwerke
| Bezeichnung                      | Beschreibung | Standort           | Kennzeichnung | Schutzstatus | Datum | Bild           |
| -------------------------------- | ------------ | ------------------ | ------------- | ------------ | ----- | -------------- |
| Kirche Notre-Dame-de-la-Nativité | Erbaut 1899  | Chambretaud (Lage) | PA85000029    | Inscrit      | 2007  | weitere Bilder |

## Liste der Objekte
- Monuments historiques (Objekte) in Chanverrie in der Base Palissy des französischen Kultusministeriums